# 莫塔卡马斯特拉
莫塔卡马斯特拉（義大利語：Motta Camastra），是意大利西西里大区墨西拿廣域市的一个市镇。总面积25平方公里，人口894人，人口密度35.8人/平方公里（2009年）。ISTAT代码为083058。